# Mieczysław Ettinger

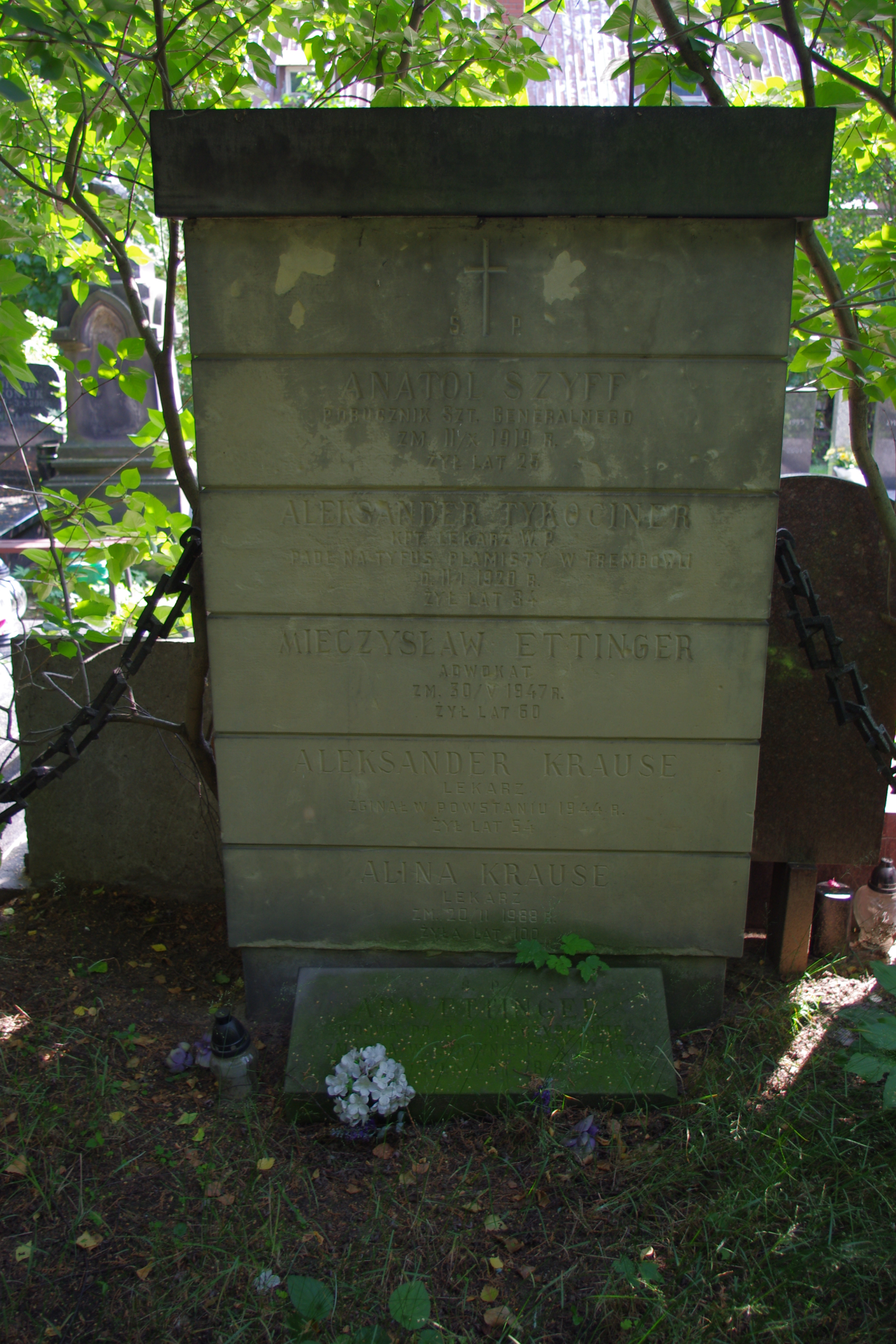
Grób Mieczysława Ettingera i jego żony (oraz lekarza Aleksandra Krausego, podporucznika Sztabu Generalnego Anatola Szyffera i lekarza Aleksandra Tykocinera) na cmentarzu ewangelicko-reformowanym przy ul. Żytniej w Warszawie

Mieczysław Ettinger (ur. 15 października 1886 w Warszawie, zm. 30 maja 1947 w Krakowie) – polski adwokat pochodzenia żydowskiego, syn adwokata Henryka Ettingera.

## Życiorys
Urodził się i wychował w Warszawie, był synem adwokata-karnisty Henryka, członka Naczelnej Rady Adwokackiej. Za udział w strajku szkolnym 1905 roku został wydalony z rosyjskiego gimnazjum i zdawał maturę jako ekstern. Studia ukończył na Uniwersytecie w Warszawie.
W latach międzywojennych był adwokatem w Warszawie. Jeszcze przed II wojną światową przeszedł na chrześcijaństwo. Jako obrońca bronił między innymi Rity Gorgonowej, Bejlisa czy też Jana Bispinga w sprawie o zabójstwo Władysława Druckiego Lubeckiego. Był jakiś czas sekretarzem Naczelnej Rady Adwokackiej, w okresie kiedy jej prezesem był Franciszek Paschalski. Był członkiem Trybunału Stanu.
Jedną z pierwszych głośnych spraw, w której wystąpił jako adwokat, była w 1910 roku sprawa Bogdana Jaxa-Ronikiera, oskarżonego o zabójstwo Stanisława Chrzanowskiego, siedemnastoletniego syna Bronisława Chrzanowskiego (ziemianina, właściciela majątku Tuczapy). W sprawie tej obaj Ettingerowie, ojciec i syn, wystąpili razem, z tym że Mieczysław Ettinger jeszcze jako pomocnik adwokacki.
Bronił w Białymstoku działaczy białoruskich związanych z Białoruską Włościańsko-Robotniczą Hromadą. W 1936 roku uczestniczył też jako adwokat w głośnej sprawie sądowej związanej z pogromem Żydów w Przytyku, w którym pierwsza ofiara padła po stronie polskiej. Rezultatem tych zajść był proces w Radomiu przeciwko ich uczestnikom, Polakom i Żydom. Wyroki, które zapadły wobec Polaków w procesie w Radomiu, zostały uznane przez Żydów w Polsce za niskie, wręcz zachęcające do pogromów. Nastąpiły protesty w całym kraju. Rozprawa odwoławcza przed sądem apelacyjnym w Lublinie zgromadziła też adwokatów pochodzenia żydowskiego, między innymi Mieczysława Ettingera.
Jesienią 1939, po zajęciu Warszawy przez Niemców, był jednym z założycieli Żydowskiego Związku Wojskowego, organizacji założonej z inicjatywy oficerów Wojska Polskiego pochodzenia żydowskiego, którzy uniknęli niewoli, oraz reprezentantów Centralnego Komitetu Organizacji Niepodległościowych, nadrzędnej organizacji politycznej reprezentującej premiera Władysława Sikorskiego.
W czasie okupacji niemieckiej pozostał początkowo poza tworzonym gettem, podobnie jak inni przechrzczeni inteligenci żydowscy, których nazywano ironicznie Ronikierami, od nazwiska hrabiego Adama Ronikiera, reprezentanta strony polskiej w Radzie Głównej Opiekuńczej.
Od 1941 roku przebywał w warszawskim getcie, pełniąc funkcję pierwszego rzecznika dyscyplinarnego gminy. Jego kandydaturę zaproponował adwokat, członek Rady, Bolesław Rozensztat. Wywoływała ona opory ze względu na zmianę wyznania. Swoje obowiązki wykonywał bardzo sumiennie. Chrześcijanom w getcie wolno było pracować w sobotę, a święcić niedzielę. Prowadził głośną sprawę Goldsztajna, oskarżonego o łapówkarstwo. Ostatecznie Goldsztajn otrzymał upomnienie.
Mieczysław Ettinger kierował też na terenie getta podziemnym oddziałem Uniwersytetu Warszawskiego i nauczaniem prawa w latach 1941–1942. Miał wielu przyjaciół po stronie aryjskiej. Opuścił getto prawdopodobnie we wrześniu 1942 roku. Jego miejsce rzecznika dyscyplinarnego zajął Nowogrodzki.
Przeżył wojnę. Pod koniec życia pisał pamiętniki, które zaginęły w tajemniczych okolicznościach po jego śmierci. 
Zmarł w Krakowie, po nabożeństwie pogrzebowym w kościele św. Marcina został przewieziony do Warszawy. Jego grób znajduje się  na cmentarzu ewangelicko-reformowanym w Warszawie (kwatera T-2-7).

## Odznaczenia
- Złoty Wawrzyn Akademicki (5 listopada 1935)[7].